# Láska ke třem pomerančům
Láska ke třem pomerančům, (francouzsky: L'amour des trois oranges, rusky: Любовь к трём апельсинам), Op. 33, je satirická opera ruského skladatele Sergeje Prokofjeva, který je též autorem libreta. Předlohou libreta byla divadelní hra Carla Gozziho Láska ke třem pomerančům (L'amore delle tre melarance) z roku 1761, inspirovaná stejnojmennou pohádkou ze sbírky Pentameron aneb Pohádka pohádek italského barokního spisovatele Giambattisty Basileho. Premiéra opery se konala 30. prosince 1921 v Auditorium Theatre v Chicagu ve Spojených státech pod taktovkou samotného skladatele.

## Vznik a první provedení

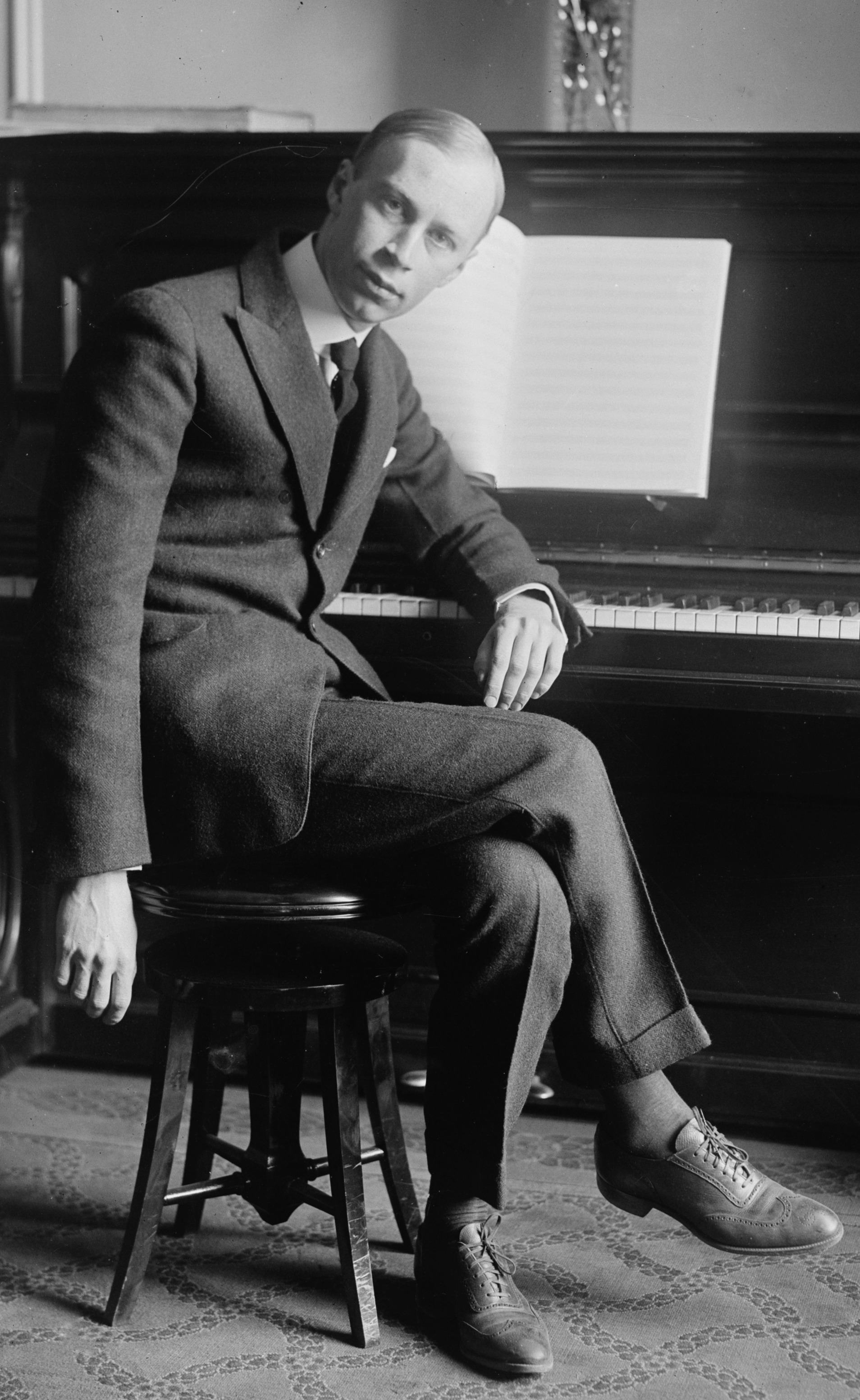
Sergej Prokofjev (cca 1918)

Vznik opery provázela náhoda. Sergej Prokofjev, který v roce 1918 opustil bolševické Rusko, aby hledal uplatnění ve Spojených státech amerických, byl po svém úspěšném koncertu v Chicagu představen Cleofonte Campaninimu, tehdejšímu řediteli Chicago Opera Association. Ten projevil zájem o Prokofjevovu operu Hráč, jejíž partituru však Prokofjev zanechal v Petrohradu. Během cesty do Spojených států se Prokofjev seznámil s ruským překladem divadelní hry Carla Gozziho Láska ke třem pomerančům. Autorem v časopise publikovaného překladu byl Vsevolod Mejerchold. Po seznámení s textem vytvořil Prokofjev náčrt ruského libreta. Po jednání s ředitelem chicagské opery dokončil libreto a složil hudbu k opeře. Byl si ale vědom, že opera s libretem v ruštině nebude mít ve Spojených státech naději na úspěch a proto se rozhodl, že originálním jazykem libreta bude francouzština. S překladem libreta do francouzštiny mu pomohla
sopranistka Vera Janacopoulos.
Opera o prologu a 4 dějstvích byla dokončena v roce 1919. Před její plánovanou premiérou ale ředitel opery zemřel a tak se premiéra v Auditorium Theatre v Chicagu uskutečnila až 30. prosince 1921, na základě smlouvy s novou ředitelkou, kterou se stala zpěvačka Mary Garden.

## Charakteristika
Opera s pohádkovým námětem nese znaky satiry i surrealismu. Autor předlohy Carlo Gozzi napsal své dílo v roce 1761 v tehdejším divadelním stylu zvaném commedia dell'arte jako nadsázku (perzifláž), kterou nastavil zrcadlo některým svým současníkům, kteří prosazovali realistické divadlo.
Opera měla u veřejnosti úspěch, ale odborná kritika vytýkala hudební stránce nedostatek melodie a po třech reprízách bylo dílo staženo z repertoáru. Opera byla pak uvedena v Kolíně nad Rýnem (1925), Berlíně (1926) a v ruštině v Leningradě a Moskvě (1927). Francie musela počkat na premiéru až do roku 1956, ale díky francouzskému libretu se opera dočkala uznání a obliby i v dalších frankofonních zemích.
Kromě názvu opery ve francouzštině, ruštině a italštině existují další jazykové mutace, např. anglicky: The Love for Three Oranges, německy: Die Liebe zu den drei Orangen, španělsky: El amor de las tres naranjas aj.

## Hlavní postavy
- Král smyšlené země – bas
- Princ, jeho syn – tenor
- Trufaldino, šašek – tenor
- Clarice, králova neteř – alt
- Leandros, první ministr krále – baryton
- Pantalon, králův rádce – baryton
- Fata Morgana, zlá čarodějka – soprán
- Celio, kouzelník – bas
- Linetta, Nicoletta, Ninetta, princezny z pomerančů – alt, mezzosoprán, soprán
- Kuchařka – bas (travesti role)
- Smeraldina, zlá služka – mezzosoprán
- Farfarello, zlý čaroděj – bas
- herald – bas
- ceremoniář – tenor

## Stručný děj
Opera se skládá z prologu a 4 dějství.
V prologu se na scéně objeví zastánci různých divadelních žánrů: tragédie, komedie, lyrického dramatu i frašky a obhajují svoji oblíbenou formu jako nejlepší. Přicházejí klauni, přerušují jejich spor a sdělují jim, že budou svědky Lásky ke třem pomerančům.
Samotný děj se odehrává ve smyšleném království, kde žije král se svým synem, princem, který se neumí smát. Lékařské konzilium si s ním neví rady, až králova rádce Panatalona napadne, že v zemi žije šašek Trufaldino, který prince určitě rozesměje. Šašek je povolán k princovi, ale všechny jeho snahy jsou marné. Prince má totiž ve své moci zlá čarodějka Fata Morgana, která je spolčená s Leandrem, královým ministrem a s Clarice, královou neteří a milenkou Leandra. Leandros a Clarice si nepřejí, aby se princ uzdravil, protože se sami chtějí zmocnit trůnu. Aby se prince zbavili, Fata Morgana ho očaruje tak, že pocítí neovladatelnou touhu po třech pomerančích, které ale může získat jen ve vzdálené zemi za pouští, přes kterou musí přejít. Vydává se proto ihned se šaškem na cestu a když tam dorazí, zjistí že tři pomeranče střeží hrozivá kuchařka, která je ve službě zdejší zlé čarodějky Kreonty. Šaškovi se ale s pomocí kouzelné stužky, kterou dostal od kouzelníka Celia, podaří kuchařku obelstít, vezmou tři pomeranče a spolu s princem utečou. Zpáteční cestou přes poušť se pomeranče stále zvětšují a oba jsou tak velmi unavení. Princ nakonec na poušti usne a šaška Trufaldina sužuje veliká žízeň. Rozhodne se rozkrojit jeden z pomerančů a napít se šťávy, ale v pomeranči je ukrytá princezna, která prosí o trochu vody. Šašek proto rozkrojí i druhý pomeranč, ale situace se opakuje. I ve druhém pomeranči je princezna, která se chce napít. Protože nikde není voda, obě princezny umírají žízní. Zoufalý Trufaldino nakonec uteče. Když se princ probudí, najde dva rozkrojené pomeranče a dvě mrtvé princezny. V tom ze třetího pomeranče vystoupí krásná princezna, kterou se princovi podaří zachránit. Chce si ji odvést do paláce, ale ona ho žádá, aby jí nejdříve přinesl šaty a přivedl i krále. Princ, ač nerad, odchází, a zatím Fata Morgana, která je nablízku, začaruje princeznu ve velikou krysu a na jejím místě zanechá svoji služku Smeraldinu. Když se král s princem vrátí, jsou nemile překvapeni tou proměnou, král však princi přikáže, že se musí oženit. Princezna–krysa ale mezitím doběhne do paláce a když se objeví král s princem a Smeraldinou, kouzelník Celio jí vrátí její podobu. Princ je šťastný, že se znovu shledává s princeznou a tím je zrušeno kouzlo zlé Faty Morgany. Leandros, Clarice a Smeraldina jsou odhaleni, ale Fata Morgana je zachrání před potrestáním. Král předává žezlo princi a princezně a opera končí oslavou jejich svatby.

## Hudba
Kromě hudby k opeře, vytvořil Prokofjev též kompilaci pro koncertní provedení – orchestrální suitu, Op. 33a (doba trvání 15–20 min.), která má 6 částí:
- 1. The Ridicules (Vivo) – není součástí opery
- 2. Le Magicien Tchélio et Fata Morgana jouent aux cartes (scène infernale) (Allegro moderato - Più mosso)
- 3. March (Tempo di Marcia)
- 4. Scherzo (Allegro con brio)
- 5. The Prince and the Princess (Andantino - Poco più mosso - Tempo I)
- 6. La Fuite (Allegro - Andante assai - Allegro con brio)

Nejznámější skladbou opery se stal March (Marš), jehož motiv zaznívá v opeře opakovaně, když se na scéně objeví princ. Skladbu zařazují do svého repertoáru přední světoví houslisté i pianisté.

## Nahrávky (výběr)
| Orchestr a sbor             | Dirigent         | Značka                          | Rok                    |
| --------------------------- | ---------------- | ------------------------------- | ---------------------- |
| Orchestr Moskevského rádia  | D.Dalgat         | Period Records (Thrift Edition) | 1950? ruská verze      |
| Orchestr de l'Opéra de Lyon | Kent Nagano      | Virgin Classics                 | 1989 francouzská verze |
| Orchestr divadla Kirov      | Valerij Gergijev | Philips                         | 2001 ruská verze       |
| Australská opera            | Richard Hickox   | Chandos Records                 | 2005 anglická verze    |

## Provedení v Československu a Česku
Československou premiéru měla Láska ke třem pomerančům v Slovenském národním divadle v Bratislavě již 24. ledna 1931, ale v českých zemích se hrála poprvé až v pražském Smetanově divadle v roce 1963.
V roce 2019 uvedlo operu pražské Národní divadlo.

## Další uvedení v Evropě (výběr)
- 2006 – Opéra national de Paris, Paříž, dirigent: Sylvain Cambreling, režie: Gilbert Deflo
- 2010 – Volksoper, Vídeň, dirigent: Alfred Eschwé, režie: Wolfgang Bücker[5]
- 2012 – Opéra Bastille, Paříž, dirigent: Alain Altinoglu, režie: Gilbert Deflo[6]
- 2019 – Národní divadlo, Praha[4]